# 베를린 쇠네바이데역
베를린 쇠네바이데역(독일어: Bahnhof Berlin-Schöneweide)은 베를린 트레프토쾨페니크구 니더쇠네바이데에 있는 베를린 S반의 철도역이다. 베를린-괴를리츠선과 쇠네바이데-슈핀들러스펠트 지선이 분기하는 곳이다. 과거 동베를린의 주요 여객열차 정차역이기도 했고, 조차장이 설치되어 있었으나 폐쇄되었다.

## 역사

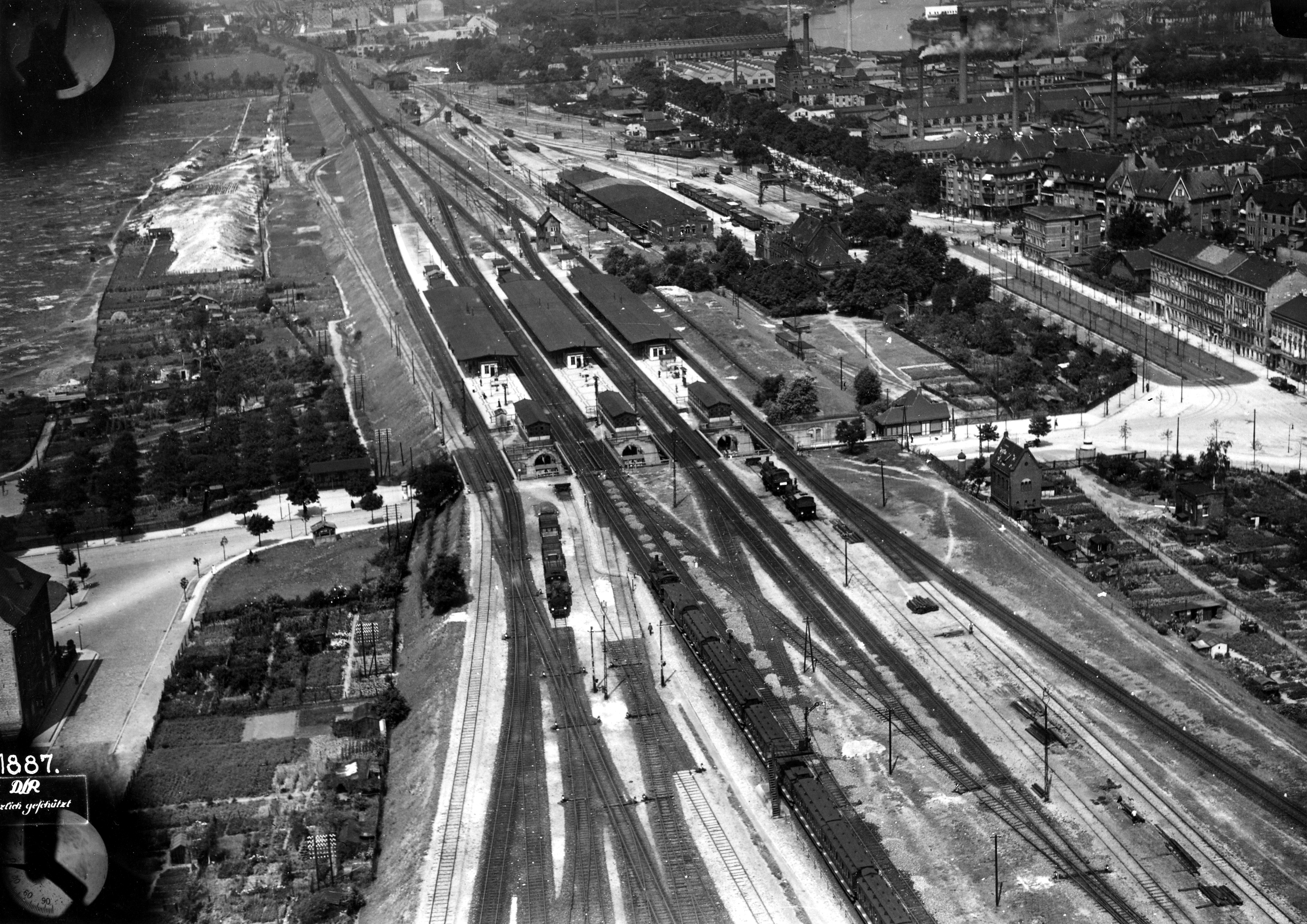
1920년 항공 사진

1868년 5월 24일 베를린-괴를리츠선 완공 당시에 개업했다. 당시 역이 위치했던 니더쇠네바이데군은 베를린으로 가는 길목에 위치해 있었다. 역사의 초기 명칭은 근처에 있었던 휴게소의 명칭에서 따 온 노이어 크루크(Neuer Krug)역이었고, 휴게 여행을 위한 정차역임을 상징했다. 1874년에는 역이 위치한 지명인 요하니스탈을 포함한 노이어 크루크-요하니스탈(Neuer Krug – Johannisthal)역으로 개칭되었다. 1880년부터 1882년까지 증축 공사를 거치면서 요하니스탈-니더쇠네바이데(Johannisthal-Niederschöneweide)역으로 개칭되었다.
니더쇠네바이데와 오버쇠네바이데 지역에 산업이 발달하면서 철도 교통의 분기점으로도 발달했다. 국유철도 외에도 노면전차 및 산업선 철도가 쇠네바이데 지역으로 연결되었다. 1890년에는 쇠네바이데-슈핀들러스펠트 지선이 개통했고, 이 노선은 향후 베를린 S반의 전철화 시험선으로도 사용되었다.
니더쇠네바이데군에서는 1895년에 니더쇠네바이데-요하니스탈(Niederschöneweide-Johannisthal)역으로 개명을 진행했다. 니더쇠네바이데군에서는 슈핀들러스펠트 방면 지선 건설에 자금을 출자했으며, 연결선 철도를 더 유치하기 위한 결과이기도 했다. 에밀 라테나우가 오버쇠네바이데 지역에 건립한 AEG 공장도 1889년에 슈프레강을 건너는 목조 철교를 통해서 전용선이 연결되었다. 현재 전용선 자리에는 슈투벤라우트교가 건축되었다.
철도의 확장 과정에서 도로와의 분리를 위해서 고가화 및 제방화가 진행되었다. 여기에는 텔토 운하와 브리츠 연결운하 건설에서 채취한 골재가 사용되었다. 근교선 열차를 위한 별도의 복선 노선이 건설되었고, 쇠네바이데역도 현재의 3면 6선으로 확장되었다. 1906년 5월 1일에 증축 공사가 완공되었다. 사용 중인 승강장 3면의 북쪽으로는 건설될 예정이었으나 실행되지 않은 4번째 승강장의 흔적이 남아 있다. 동부 출입구와 대합실 연결 터널 사이에 건설될 예정이었다. 철교 재건축 이전까지는 승강장 건설 부지 및 추가 선로 건설 부지가 남아 있었다. 2010년 이전까지는 승강장 전체에 지붕이 설치되어 있었으나 역 개축 공사에서 일부 지붕이 철거되었다.
1928년 11월 6일에는 최초의 S반 전동차가 역에 도착했다. 독일국영철도의 전철화 계획에 따라서 슈핀들러스펠트 및 그뤼나우 방면 노선도 전철화되었다. 1929년에 현재의 명칭인 쇠네바이데역으로 개칭되었다.
제2차 세계대전 이후 독일의 분단기에는 노선의 종착역인 베를린 괴를리츠역이 서베를린에 있었기 때문에 열차가 이 역으로 진입하지 못했다. 그 대신 바움슐렌베크역, 쇠네바이데역, 아들러스호프역, 그뤼나우역에 정차했고 종착역은 리히텐베르크역으로 이동했다. 아들러스호프역과 그뤼나우역은 1950년대에 지역간 열차 정차역 기능을 상실했고 S반 전용역이 되었다. 반면 쇠네바이데역은 주요 역사로 존치되었다.
쇠네바이데역은 괴를리츠선뿐만 아니라 동독의 중부 및 남부 지역으로도 연결되었다. 1970년대에는 드레스덴, 콧부스, 데사우, 아셔스레벤 방면 직통열차가 정차했다. 동독 시기에는 베를린 동역과 베를린 리히텐베르크역에 이은 동베를린 3대 역사로 개발할 계획이 있었으나 실현되지는 못했다. 쇠네바이데역의 모든 장거리 열차는 1면 2선만으로 처리되었다.
1970년대 중반에 연방국도 96a호선이 왕복 6차선으로 확장되면서 쇠네바이데역과 주거지 및 공장지와의 이격이 커졌다.
독일의 재통일 이후 장거리 열차는 베를린 도심선 및 리히텐베르크역으로 경로가 변경되었다. 지역간 열차는 일부 편성만 쇠네바이데역에 정차했다. 오스트크로이츠역의 노후화로 인하여 리히텐베르크역으로 종착역이 변경된 지역간 열차가 쇠네바이데역으로 다시 종착역이 변경되었으며, 오스트크로이츠-쇠네바이데간 열차선은 오랜 시간 동안 영업이 중단되어 있었다.
2009년에는 승강장 남쪽에 있었던 S반 조차시설이 개보수되었다.
2011년 12월 11일 시간표 개정에서 쇠네바이데역에 정차했던 지역간 열차가 무정차 통과로 변경되었다. 프랑크푸르트 (오데르) 방면 OE 36 열차는 쾨니히스 부스터하우젠역에서 베를린 외곽순환선을 통해서 리히텐베르크역으로 운행했다.
2012년 10월 도이체 반에서는 슈테른담을 가로지르는 철교 재건축 공사를 입찰했다.
2014년 12월 시간표 개정에서 RB 36 열차가 쾨니히스 부스터하우젠 착발로 단축되었다. 2015년 12월 오스트크로이츠역의 순환선 장거리선 열차 승강장이 완공되면서 쇠네바이데역의 장거리 열차 승강장은 보수를 위해서 폐쇄되었다. 2016년 3월 21일부터 RB 24 열차가 1시간 간격으로 쇠네바이데역에 정차했다. 2022년 시간표 개정에서 쇠네펠트 및 오라니엔부르크 방면 열차가 정차하기 시작했다.

### 화물역
여객역 남동쪽에는 쇠네바이데 화물역이 있었다. 1886년부터 1888년까지 건설되었고 여러 차례 증축되었으나 1998년에 철거되었다. 일부 부지는 선로가 완전히 철거되어 다른 건축물이 들어섰다. 1906년부터는 화물역과 선로 사이에 쇠네바이데 기지가 건설되었고, 23 m 규모 전차대, 20선이 설치된 원형 기관차고, 1906년에 건설된 급수탑이 있다. 1998년에 쇠네바이데 기지의 운영이 중단되었고, 기지 건물은 건축 유산으로 지정되어 있다. 2018년에 부지 소유자가 Verein Dampflokfreunde Berlin e. V.로 변경되었다.

### 개축 공사
베를린 지역의 괴를리츠선 개축 공사에 따라서 쇠네바이데역도 개축되었다. 보행자 터널을 남서쪽으로 이설하고, 노면전차 전용 터널을 개설할 예정이었다. 슈테른담을 가로지르는 철교와 승강장도 재건축되고, 대합실 건물과 북부 광장이 재조성될 예정이다. 재건축 예산으로 4500만 유로가 책정되었다. 2013년에 착공하여 2018년에 완공할 예정이었다. 2018년 기준으로 완공된 것은 슈테른담 상부 철교와 남부 출입구였으며, 해당 출입구는 그 해 10월 22일에 개통했다.
2019년부터 보행자 터널 및 승강장 개축이 시작되었고 노면전차용 터널이 착공했다. 1970년대에 건설된 중앙 대합실이 철거되었고 직접적인 대체 시설물은 계획되지 않았다. 2018년 12월부터 대합실이 폐쇄되었다. 2019년 3월에는 보행자 터널이 추가 공사를 위해서 폐쇄되었고 그 때부터는 슈테른담을 통해서만 승강장에 진입할 수 있게 되었다. 임시 통로에도 엘리베이터를 설치하는 작업 때문에 공사 진행이 지연되었다. 2019년에는 과거 기계식 신호소 Swn이 컨테이너 신호소로 대체되었다. 2020년 12월에는 6번 선로상의 승강장이 영업을 재개했고, 3번 선로상의 승강장이 다시 폐쇄되었다. 2022년부터 2024년까지 선로변 동쪽으로 새로운 전자식 신호소가 건설될 예정이다.

## 인접 철도역
베를린 노면전차 M17, 21, 37, 60, 61, 67번 및 베를린 버스 M11, X11, 160, 163, 165, 166, 265번과 야간 버스 N60, N65번으로 환승할 수 있다. 베를린 남동부의 주요 교통 집결지에 속한다.
2020년부터 2021년까지 연구단지 WISTA 조성 과정에서 노면 전차 노선이 신규로 건설되었다. 2021년 가을에 완공되면서 M17번 노면전차는 쇠네바이데역에서 WISTA를 경유하여 아들러스호프역으로 연장되었고, 반대로 61번 노면전차는 아들러스호프에서 쇠네바이데역으로 연장되었다.
| RE·RB                              | RE·RB | RE·RB                                 |
| ---------------------------------- | ----- | ------------------------------------- |
| 쇠네펠트 방면                      | RB 24 | 오스트크로이츠 리히텐베르크 방면      |
| 쇠네펠트 방면                      | RB 32 | 오스트크로이츠 오라니엔부르크 방면    |
| 베를린 S반                         |       |                                       |
| 바움슐렌베크 쥐트크로이츠 방면     | S45   | 요하니스탈 BER 공항 방면              |
| 바움슐렌베크 베스트엔트 방면       | S46   | 요하니스탈 쾨니히스 부스터하우젠 방면 |
| 바움슐렌베크 헤르만슈트라세 방면   | S47   | 오버슈프레 슈핀들러스펠트 방면        |
| 바움슐렌베크 비르켄베르더 방면     | S8    | 요하니스탈 그뤼나우·빌다우 방면       |
| 바움슐렌베크 바이트만슬루스트 방면 | S85   | 요하니스탈 그뤼나우·빌다우 방면       |
| 바움슐렌베크 슈판다우 방면         | S9    | 요하니스탈 BER 공항 방면              |